# Mimexocentrus
Mimexocentrus is een kevergeslacht uit de familie van de boktorren (Cerambycidae). De wetenschappelijke naam van het geslacht werd voor het eerst geldig gepubliceerd in 1957 door Breuning.

## Soorten
Mimexocentrus omvat de volgende soorten:
- Mimexocentrus medioalbus Breuning, 1957
- Mimexocentrus perrieri Breuning, 1957
- Mimexocentrus seminiveus Breuning, 1957